# Dax ExclamationPoint
Dax ExclamationPoint, nombre artístico de Dax Martin, es una artista drag y cosplayer estadounidense que compitió en la octava temporada de RuPaul's Drag Race.

## Primeros años
A Dax Martin le gustaban los cómics y veía películas de ciencia ficción y superhéroes desde una edad temprana.

## Carrera
Dax ExclamationPoint es una artista drag y animadora. Sus looks consisten en el cosplay. Dax ExclamationPoint es miembro del grupo de performance House of Gunt. Compitió en la octava temporada de RuPaul's Drag Race. Su look de entrada se inspiró en el personaje de Marvel Comics, Tormenta. Ella y Laila McQueen fueron eliminadas en el segundo episodio, que incluía un desafío musical, después de no poder impresionar a RuPaul y a los jueces en una batalla de lip sync con "I Will Survive" de Gloria Gaynor. Esta fue la segunda vez que dos concursantes del programa fueron eliminados en el mismo episodio.
Dax sirvió como inspiración a la historietista Sina Grace para crear a la superheroína de Marvel Comics Shade.

## Vida personal
Martin actualmente reside en el estado estadounidense de Georgia. Ha residido en Atlanta y Savannah. Dax ExclamationPoint es la "madre drag" de Violet Chachki, quien ganó la séptima temporada de Drag Race. En 2019 salió del armario como persona trans no binaria, afirmando también que se identificaba con los pronombres she/her («ella» en español).

## Filmografía

### Televisión
| Año  | Título                            | Papel       | Notas       |
| ---- | --------------------------------- | ----------- | ----------- |
| 2016 | RuPaul's Drag Race (8ª temporada) | Concursante | 3 episodios |
| 2016 | Drag Race: Untucked!              | Concursante | 1 episodio  |
| 2016 | Whatcha Packin                    | Ella misma  | 1 episodio  |
| 2016 | Transformations                   | Ella misma  | 1 episodio  |
| 2019 | Hey Qween!                        | Ella misma  | 1 episodio  |